# Эзов, Лазарь Давидович
Лазарь Давидович Э́зов (1901—1945) — советский актёр, вокалист.

## Биография
Родился 2 (15 апреля) 1901 года в Астрахани. Брат — кинооператор Эдуард Давыдович Эзов.
Со времен гражданской войны служил в РККА, вступив в неё добровольцем; в 1919—1920 годах — секретарь в штабе 4-й армии Туркестанского фронта, в 1920—1923 годах — уполномоченный в Петровском-Астраханском отделении транспортной ЧК. В 1924—1929 годах учился в Москве, в музыкальном Техникуме имени А. В. Луначарского как пианист и в Техникуме имени М. П. Мусоргского как вокалист. Пел в Московской государственной академической хоровой капелле. С сентября 1931 года — в составе 2-го МХАТ. В МХАТ был зачислен во вспомсостав, с 5 октября 1936 года — в переменный.
Умер 12 мая 1945 года в Москве. Похоронен на Армянском кладбище.

## Творчество

### Актёрские работы в театре
МХАТ 2-й (1931—1936)
- 1931 — «Земля и небо» братьев Тур — рабочий Оптического завода имени ОГПУ
- 1933 — «Суд» В. М. Киршона — Полицейский; «Двенадцатая ночь» Шекспира — Придворный, Стражник
- «Смерть Иоанна Грозного» А. К. Толстого (новая редакция) — Рында
- 1934 — «Часовщик и курица» И. А. Кочерги — Корнет-пистон; «Испанский священник» Ф. Бомонта — Прихожанин, Альгвасил, Священник (также выступал и как певец-композитор В. П. Ширинский в письме благодарил его как «первого и прекрасного исполнителя серенады Леандро» (КС, № 14097))
- 1935 — «Комик XVII столетия» А. Н. Островского — Ученик Грегори
- 1936 — «Начало жизни» Л. С. Первомайского — Комсомолец

МХАТ (1936—1945)
- «Синяя птица» М. Метерлинка — Пёс (ввод)
- «На дне» М. Горького — Татарин (ввод)
- 1943 — «Глубокая разведка» А. А. Крона — Гулам Везиров
- 1943 — «Анна Каренина» по Л. Н. Толстому — Картасов (ввод)

## Награды и премии
- Сталинская премия первой степени (1946 — посмертно) — за исполнение роли Гулама Везирова в спектакле «Глубокая разведка» А. А. Крона